# Hōjō (sporty walki)
Hōjō – pierwsze z pięciu kata kenjutsu stylu Kashima Shinden Jikishinkage-ryū. Było to pierwsze kata, którego uczono adeptów stylu, a w niektórych grupach - jedyne. Obaj ćwiczący (shidachi i uchidachi) zwykle korzystają z drewnianych mieczy (bokken), choć prawdziwe miecze (shinken) również mogły być użyte.
Kata hōjō składa się z czterech części, odpowiadających porom roku (w kolejności wykonywania: Wiosna, Lato, Jesień, Zima). Każda pora roku zawiera od 6 do 8 waza (ruchów). Przed każdą z części wykonuje się Kamihan'en, a po każdej porze roku Shimohan'en.
Każda część ma odpowiadające jej tempo, odzwierciedlające charakterystykę danej pory roku. Ruchy w ramach Wiosny są wykonywane płynnie i szybko, z towarzyszeniem głośnych kiai. Ruchy Lata są gwałtowne i wyraziste. Tempo Jesieni jest zróżnicowane, co symbolizuje zmianę. Kończąca kata Zima to ruchy wolne, lecz pewne. Różnice te są podkreślane przez pracę nóg w każdej z części.
Kata hōjō jest niekiedy nauczana w dojo aikido związanych z shihanem Masatomi Ikedą.